# Solenostoma hodgsoniae
Solenostoma hodgsoniae là một loài rêu tản trong họ Jungermanniaceae. Loài này được (Grolle) J.J. Engel mô tả khoa học lần đầu tiên năm 2007.